# Lasiophanes comosus
Lasiophanes comosus är en skalbaggsart som beskrevs av Holzschuh 1989. Lasiophanes comosus ingår i släktet Lasiophanes och familjen långhorningar. Inga underarter finns listade i Catalogue of Life.